# 泸沽镇
泸沽镇（羅馬化：Ligo Zhep）是中华人民共和国四川省凉山彝族自治州冕宁县下辖的一个乡镇级行政单位，有“攀西第一镇”之称。2019年12月，撤销先锋乡和铁厂乡，将其所属行政区域划归泸沽镇管辖。

## 行政区划
泸沽镇下辖以下地区：
东南社区、西南社区、西北社区、东北社区、五一村、王家祠村、安宁村、大田村、大春村和大坪村。